# Año bisiesto
Año bisiesto és una pel·lícula mexicana de 2010, dirigida per Michael Rowe. Protagonitzada per Gustavo Sánchez Parra, Mónica del Carmen, Dagoberto Gama, Armando Hernández i Marco Zapata en els papers principals.

## Sinopsi
Laura (Mónica del Carmen), una dona de l'estat d'Oaxaca que ha emigrat a la Ciutat de Mèxic, viu sola en un modest apartament, en el que treballa com a col·laboradora per a una editorial. Al marge del seu treball, rep esporàdicament la visita del seu germà menor i manté furtives trobades sexuals amb amants d'una sola nit. Un cert dia coneix a Arturo (Gustavo Sánchez Parra), un home que desperta en ella irrefrenables desitjos masoquistes.

## Argument
Laura és d'Oaxaca i ha decidit viatjar fins a la capital mexicana per a deixar enrere el seu passat. Allí està soltera, viu sola en un apartament i treballa com a periodista i col·laboradora en una editorial. La seva vida està buida i no li troba sentit a res del que fa; a part de les visites del seu germà i d'una sèrie d'aventures amoroses amb amants que comparteixen amb ella una nit de passió sense futur fins que coneix a Arturo un home amb el qual descobrirà en la primera vegada que fan l'amor, els gestos que la commouen profundament ja que la toca en maneres que l'aclaparen.
Llavors així comença una relació intensa, apassionada i sexual en la qual es barregen el plaer, el dolor i l'amor. A mesura que passen els dies, Laura ratlla un a un els dies en un calendari, i el passat de la dona torna a sorgir revelant el seu passat secret i assetjant a Arturo tot es duu a terme al febrer en un any de traspàs.

## Repartiment
- Mónica del Carmen... Laura
- Gustavo Sánchez Parra... Arturo
- Dagoberto Gama... Papa
- Diego Chas... Home 1
- Jaime Sierra... Home 2
- Armando Hernández... Hombre 3
- Ernesto González... Vellet
- Bertha Mendiola... Vellet
- José Juan Meraz... Xicot de Veïna
- Ireri Solís... Vecina
- Nur Rubio... Caixera
- Marco Zapata... Raul

## Premis
- 2010: 63è Festival Internacional de Cinema de Canes; Guanyador de la Caméra d'or per Millor Òpera Prima[6]
- 2011: Premis Ariel; Guanyador de Premi Ariel a la Millor Opera Prima Michael Rowe, Guanyadora de Premi Ariel a la Millor Actriu Mónica del Carmen i nominació de Premi Ariel al millor guió original Lucía Carreras i Michael Rowe.[7]
- 2010: Festival du Nouveau Cinéma; Guanyador del Golden Wolf (Llop Daurat) per Best Film (Millor Pel·lícula)
- 2010: Festival Internacional de Cinema de Toronto: Secció oficial de llargmetratges a competició[8]
- 2010: The São Paulo International Film Festival
- 2010: Festival de Cinema de Londres
- 2010: Festival Internacional de Cinema de Mar del Plata
- 2010: Festival Internacional de Cinema de Chicago.[9]